# Арбузный переулок
«Арбузный переулок» — рассказ из цикла «Денискины рассказы» советского писателя Виктора Драгунского.

## Персонажи
- Денис Кораблёв, младшешкольник, «скоро девять» лет.
- Мама — мать Дениса
- Папа — отец Дениса

## Сюжет
Рассказ идёт от лица Дениса и начинается с Я-местоимения: «Я пришел со двора после футбола усталый и грязный». Рассказчик говорит о сильном голоде («— Я, мама, сейчас быка съесть могу»), но отказывается от молочного супа (похожей на манную кашу, в которой «обязательно комки, а в лапше обязательно пенки. Я просто умираю, как только вижу пенки, не то чтобы есть»).
Мама сердится.
Приходит отец и возмущается сыном: «— Заелся ты, братец, вот что! — сказал папа и обернулся к маме. — Возьми у него лапшу, — сказал он, — а то мне просто противно! Кашу он не хочет, лапшу он не может!». И затем рассказывает про себя осенью 1941-го в Москве: «— Нет, я, наверно, никогда не забуду эту ужасную осень, — сказал папа, — как невесело, неуютно тогда было в Москве… Война, фашисты рвутся к городу. Холодно, голодно, взрослые все ходят нахмуренные, радио слушают ежечасно… Мне тогда лет одиннадцать-двенадцать было, и … и мне все время ужасно есть хотелось».
«…однажды иду я по маленькому переулку, недалеко от нашего дома, и вдруг вижу — … грузовик, доверху заваленный арбузами». Один из рабочих подарил мальчику разбитый арбуз, тот донес до дома и съели с дружком Валькой. И потом зимой каждый день ходили в арбузный переулок — а вдруг привезли арбуз?